# دبيان جنو/كيه فري بي إس دي
دبيان جنو/كيه فري بي اس دي (kfreebsd-gnu) هو نظام تشغيل أصدره مشروع دبيان. ويستخدم 
نواة النظام فري بي اس دي جنبا إلى جنب مع تطبيقات وأدوات جنو. بنيت معظم البرامج في كيه فري بي اس دي من المصادر نفسها لدبيان جنو/لينكس. حرف  K في kfreebsd يشير إلى حقيقة استخدام نواة (Kernel) نظام التشغيل فري بي اس دي كاملة.

## وصلات خارجية
- الموقع الرسمي